# Der Stürmer
Der Stürmer (in tedesco: L'attaccante) fu una rivista settimanale pubblicata a partire dal 1923 fino al termine della seconda guerra mondiale, nel 1945, dall'editore nazista Julius Streicher. Der Stürmer rappresentò un importante veicolo per la propaganda antisemita del Partito nazista.
A differenza del Völkischer Beobachter, organo di stampa ufficiale del regime nazista, che cercò di trasmettere un'immagine di serietà, Der Stürmer utilizzò un violento stile scandalistico basato su menzogne, oscenità e volgari caricature, spesso a sfondo pornografico, che mettevano in guardia la popolazione tedesca dal pericolo della «perversione giudaica».

## Storia e contenuti
Il primo numero di Der Stürmer venne pubblicato il 20 aprile 1923 a Norimberga dall'editore antisemita Julius Streicher, uno dei primissimi nazisti. Egli era entrato a far parte dello NSDAP nel 1922, facendovi confluire il Deutschsozialistische Partei, un partito che lui stesso aveva creato. Questo primo numero di Der Stürmer non trattava ancora le tematiche per le quali sarebbe poi diventato famoso; era composto da quattro semplici pagine incentrate sulla figura di Streicher stesso e sugli oppositori politici (principalmente comunisti) del partito nazista.
La pubblicazione della rivista proseguì irregolarmente, in poche migliaia di copie, fino al novembre 1923, quando il fallito tentativo di colpo di Stato da parte di Hitler (passato alla storia anche con il nome di Putsch della birreria) e il conseguente arresto ed imprigionamento dei partecipanti ne bloccò la pubblicazione. Streicher, in qualità di attivo partecipante al putsch, venne arrestato ed imprigionato per due mesi presso la prigione di Landsberg, la stessa in cui era rinchiuso anche Hitler.
| Tiratura di Der Stürmer |      |          |
| Numero                  | Anno | Tiratura |
| n.d.                    | 1927 | 14.000   |
| n.d.                    | 1933 | 25.000   |
| 6                       | 1934 | 47.000   |
| 13                      | 1934 | 49.000   |
| 17                      | 1934 | 50.000   |
| 33                      | 1934 | 80.000   |
| 35                      | 1934 | 94.114   |
| 42                      | 1934 | 113.800  |
| 6                       | 1935 | 132.897  |
| 19                      | 1935 | 202.600  |
| 29                      | 1935 | 286.400  |
| 36                      | 1935 | 410.600  |
| 40                      | 1935 | 486.000  |
| 5                       | 1938 | 473.000  |
| dati parziali ( fonte)  |      |          |

Nel marzo 1924, dopo che Streicher venne liberato, riprese la pubblicazione di Der Stürmer, e il mese successivo venne pubblicata la prima caricatura diretta contro gli ebrei. Nel numero del 19 dicembre 1925 apparve la prima caricatura antisemita a firma di Philipp Rupprecht (con il nome d'arte di Fips), da allora principale illustratore della rivista.
Rupprecht, riprendendo le idee di Streicher che si considerava il «maggiore esperto di giudei del mondo» (come si vantò più volte), tratteggiò ad uso delle masse una caricatura di ebreo che piacque molto ai lettori. L'ebreo veniva normalmente rappresentato basso, grasso, con il tipico naso semita e grandi occhi concupiscenti o, in altre occasioni, identificato come verme, insetto oppure serpente. In moltissimi casi l'ebreo era ritratto nell'atto di insidiare sessualmente una giovane e casta fanciulla ariana, spesso legata e seminuda. Le caricature erano rafforzate da didascalie lapidarie e di grande effetto che mettevano in guardia contro il pericolo di «corruzione della gioventù ariana da parte degli infidi giudei». Gli articoli di Der Stürmer rispecchiavano il tenore delle caricature: scandali, sesso, stupri e crimini perpetrati dai «giudei» nei confronti dei virtuosi «ariani». Una delle più violente campagne di propaganda di Der Stürmer fu quella che accusò gli ebrei di compiere omicidi rituali a danno di bambini tedeschi.
Questa impostazione scandalistica e morbosa ebbe grande effetto sul popolo, specialmente sugli strati più bassi della popolazione. Molti, anche tra i più fanatici seguaci dell'ideologia nazista rifiutarono la rozzezza e la trivialità di Der Stürmer. Baldur von Schirach, leader nazista della Gioventù hitleriana, ne proibì espressamente la distribuzione presso le strutture ricreative ed educative del gruppo. Lo stesso fece Hermann Göring, numero due del regime nazista, proibendo Der Stürmer in tutti gli uffici sottoposti alla sua autorità.
Nonostante le discordanze la rivista aumentò rapidamente la tiratura, divenendo un settimanale a diffusione nazionale. Nel 1927 il giornale aveva già raggiunto le 14 000 copie settimanali che divennero 500.000 nel 1938. In questi anni erano impiegati nella redazione della rivista oltre 300 addetti. Protetto e favorito da Hitler, Streicher provvide ad installare in ogni angolo della Germania appositi chioschi di vendita di Der Stürmer adornati da frasi del tipo «gli ebrei sono la nostra sciagura».
Indubbiamente Der Stürmer fu uno degli strumenti principali per eccitare il risentimento del popolo tedesco, istigando paure nascoste, nei confronti degli ebrei. Tali risentimenti sfociarono nel primo grande pogrom a danno degli ebrei, organizzato dalle SS e dalle SA. La notte tra il 9 ed il 10 novembre 1938 venne scatenata la «Notte dei cristalli» (Reichskristallnacht).
Allo scoppio del secondo conflitto mondiale, a causa delle difficoltà di stampa e distribuzione imposte dalla guerra, la tiratura di Der Stürmer subì una flessione, pur rimanendo una delle riviste più lette della Germania. Nel 1941 vennero aperte delle sedi periferiche a Vienna, Praga e Strasburgo e venne lanciata una speciale edizione danese. L'ultimo numero venne pubblicato il 22 febbraio 1945: l'argomento principale era la condanna dell'invasione alleata al soldo della «cospirazione internazionale giudea».

## Il processo di Norimberga

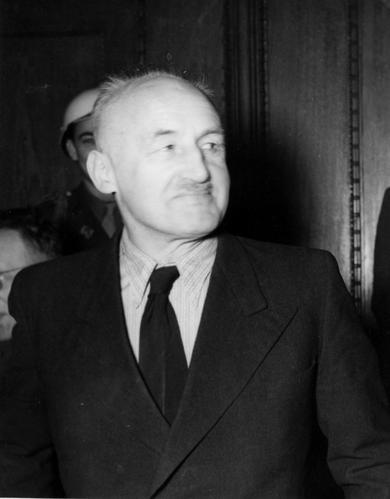
Julius Streicher, editore e direttore di Der Stürmer, fotografato durante il processo di Norimberga

Julius Streicher venne imputato al processo di Norimberga ed accusato di aver istigato, attraverso le colonne di Der Stürmer e delle altre sue pubblicazioni (tutte a sfondo violentemente antisemita), all'odio razziale. Nel corso dei test di intelligenza effettuati dalle autorità americane durante il processo, tutti gli imputati evidenziarono un'intelligenza superiore alla media (Q.I. superiore a 110), ad eccezione proprio di Streicher il quale, con un punteggio di 106, che indica un'intelligenza solo normale, risultò  l'imputato meno dotato.
Nei dibattimenti pubblici e nelle conversazioni private con lo psicologo americano Gustave Mark Gilbert e con lo psichiatra Leon Goldensohn si distinse per l'ottusa trivialità e il continuo riferimento alla «diversità» e «perversione» del popolo ebraico, pur cercando di difendersi dalle accuse asserendo di essere stato solo un «filosofo» (utilizzò anche il termine «profeta») e quindi non perseguibile per l'attuazione pratica delle proprie idee. Il suo comportamento lo portò ad essere emarginato anche dagli altri co-imputati al processo.
Julius Streicher venne riconosciuto colpevole di crimini contro l'umanità e condannato alla pena di morte per impiccagione. La sentenza riportò, a supporto delle deliberazioni della giuria, i seguenti passi tratti da Der Stürmer:
(Articolo di apertura di Der Stürmer, maggio 1939)
(Der Stürmer, 25 dicembre 1941, giorno di Natale)
(Der Stürmer, febbraio 1944 - testo completo della sentenza, in inglese, con le citazioni riportate)